# 波马雷五世
波馬雷五世（1839年11月3日—1891年6月12日）是大溪地王國第五代國王，也是末代國王。1877年至1880年在位。他是波馬雷四世女王的兒子。其兄Ariʻiaue Pōmare於1855年病逝之後，被立為王儲。1877年9月17日，其母波馬雷四世駕崩，他繼位為王，於同年的9月24日在帕皮提登基。不過當時大溪地王國要遵循法國的法律，採納議會制，即位之事必須通過法國派駐的總督以及大溪地議會的批准。
1880年，巴拿馬運河開通。法國政府認為作為太平洋重要產煤地的大溪地，其重要性非常之大，於要求波馬雷五世遜位，將大溪地併入法國。6月29日，他簽署文件，將大溪地的統治權交給法國。12月30日，大溪地議會批准了併入法國的議案，大溪地王國被併入法國，成為法屬玻里尼西亞的一部分。
波馬雷五世仍被保留名義上的國王稱號，並獲得了法國給予的60000法郎的退休年金以及法國榮譽軍團勳章、法國農業部獎章。1891年，因酗酒，在帕皮提的王宮內死去。
| 統治者頭銜                  | 統治者頭銜                            | 統治者頭銜                    |
| --------------------------- | ------------------------------------- | ----------------------------- |
| 前任者： 波馬雷四世         | 大溪地國王 1877年–1880年              | 君主制廢除 併入法屬玻里尼西亞 |
| 王位覬覦者                  |                                       |                               |
| 失去頭銜 併入法屬玻里尼西亞 | — 名义上的 — 大溪地國王 1880年–1891年 | 繼任者： Teriitapunui Pōmare  |